# Campeonato Pan-Pacífico de Natación de 1997
El VII Campeonato Pan-Pacífico de Natación se celebró en Fukuoka (Japón) entre el  10 y el 13 de agosto de 1997 bajo la organización de la Federación Internacional de Natación (FINA) y la Federación Japonesa de Natación.
Las competiciones se realizaron en la Complejo Municipal de Natación Nishi de la ciudad japonesa.

## Resultados en piscina

### Masculino
| Evento                    | Oro                                                                         | Plata                                                                    | Bronce                                                                            |
| ------------------------- | --------------------------------------------------------------------------- | ------------------------------------------------------------------------ | --------------------------------------------------------------------------------- |
| 50 m libre (13.08)        | William Pilczuk Estados Unidos Ricardo Busquets Puerto Rico 22,42           | —                                                                        | David Fox Estados Unidos 22,69                                                    |
| 100 m libre (11.08)       | Michael Klim Australia 49,46                                                | Neil Walker Estados Unidos 49,57                                         | Ricardo Busquets Puerto Rico 49,94                                                |
| 200 m libre (10.08)       | Michael Klim Australia 1:47,60                                              | Josh Davis Estados Unidos 1:48,17                                        | Trent Bray Nueva Zelanda 1:49,27                                                  |
| 400 m libre (12.08)       | Grant Hackett Australia 3:47,27                                             | Ian Thorpe Australia 3:49,64                                             | Chad Carvin Estados Unidos 3:50,40                                                |
| 800 m libre (12.08)       | Grant Hackett Australia 7:50,30                                             | Chad Carvin Estados Unidos 7:57,82                                       | Tyler Painter Estados Unidos 8:01,17                                              |
| 1500 m libre (12.08)      | Grant Hackett Australia 15:13,25                                            | Tyler Painter Estados Unidos 15:17,01                                    | Chad Carvin Estados Unidos 15:17,18                                               |
| 100 m espalda (10.08)     | Lenny Krayzelburg Estados Unidos 54,43                                      | Neil Walker Estados Unidos 55,27                                         | Mark Versfeld · Canadá · 55,55                                                    |
| 200 m espalda (12.08)     | Lenny Krayzelburg Estados Unidos 1:57,87                                    | Mark Versfeld · Canadá · 1:59,61                                         | Bradley Bridgewater Estados Unidos 2:00,04                                        |
| 100 m braza (11.08)       | Kurt Grote Estados Unidos 1:01,22                                           | Philip Rogers Australia 1:01,85                                          | Jarrod Marrs Estados Unidos 1:02,64                                               |
| 200 m braza (13.08)       | Kurt Grote Estados Unidos 2:14,05                                           | Yoshiaki Okita Japón 2:14,59                                             | Thomas Wilkens Estados Unidos 2:14,80                                             |
| 100 m mariposa (12.08)    | Neil Walker Estados Unidos 52,76                                            | Michael Klim Australia 52,94                                             | Nate Dusing Estados Unidos 53,26                                                  |
| 200 m mariposa (10.08)    | Ugur Taner Estados Unidos 1:57,35                                           | Thomas Malchow Estados Unidos 1:57,71                                    | Scott Goodman Australia 1:58,34                                                   |
| 200 m estilos (13.08)     | Matthew Dunn Australia 2:01,14                                              | Curtis Myden · Canadá · 2:01,83                                          | Ronald Karnaugh Estados Unidos 2:02,25                                            |
| 400 m estilos (11.08)     | Matthew Dunn Australia 4:16,11                                              | Curtis Myden · Canadá · 4:16,30                                          | Trent Steed Australia 4:21,07                                                     |
| 4 × 100 m libre (11.08)   | Estados Unidos Scott Tucker Brad Schumacher Jon Olsen Neil Walker 3:18,18   | Australia Michael Klim Richard Upton Scott Logan Ian van der Wal 3:19,33 | Nueva Zelanda John Steel Nicholas Tongue Danyon Loader Trent Bray 3:22,49         |
| 4 × 200 m libre (11.08)   | Estados Unidos Chad Carvin Thomas Malchow Ugur Taner Josh Davis 7:13,99     | Australia Michael Klim Ian Thorpe Ian van der Wal Grant Hackett 7:15,72  | Nueva Zelanda Trent Bray Scott Cameron Nicholas Tongue Danyon Loader 7:28,33      |
| 4 × 100 m estilos (13.08) | Estados Unidos Lenny Krayzelburg Kurt Grote Nate Dusing Neil Walker 3:36,93 | Australia Adrian Radley Philip Rogers Scott Goodman Michael Klim 3:39,73 | Canadá · Mark Versfeld · Morgan Knabe · Edward Parenti · Stephen Clarke · 3:43,98 |

### Femenino
| Evento                    | Oro                                                                                  | Plata                                                                                     | Bronce                                                                    |
| ------------------------- | ------------------------------------------------------------------------------------ | ----------------------------------------------------------------------------------------- | ------------------------------------------------------------------------- |
| 50 m libre (13.08)        | Le Jingyi China 25,24                                                                | Jennifer Thompson Estados Unidos 25,42                                                    | Nicole De Man Estados Unidos 25,66                                        |
| 100 m libre (11.08)       | Jennifer Thompson Estados Unidos 54,82                                               | Le Jingyi China 54,86                                                                     | Catherine Fox Estados Unidos 56,07                                        |
| 200 m libre (10.08)       | Claudia Poll · Costa Rica · 1:57,48                                                  | Le Jingyi China 2:00,54                                                                   | Joanne Malar · Canadá · 2:01,12                                           |
| 400 m libre (12.08)       | Claudia Poll · Costa Rica · 4:06,56                                                  | Brooke Bennett Estados Unidos 4:09,77                                                     | Diana Munz Estados Unidos 4:14,03                                         |
| 800 m libre (13.08)       | Brooke Bennett Estados Unidos 8:26,36                                                | Claudia Poll · Costa Rica · 8:29,05                                                       | Diana Munz Estados Unidos 8:29,06                                         |
| 1500 m libre (10.08)      | Brooke Bennett Estados Unidos 16:10,24                                               | Diana Munz Estados Unidos 16,17.06                                                        | Brooke Townsend Australia 16:53,25                                        |
| 100 m espalda (10.08)     | Mai Nakamura Japón 1:01,13                                                           | Lea Maurer Estados Unidos 1:01,35                                                         | Catherine Fox Estados Unidos 1:01,83                                      |
| 200 m espalda (12.08)     | Mai Nakamura Japón 2:11,40                                                           | Lea Maurer Estados Unidos 2:12,25                                                         | Miki Nakao Japón 2:12,80                                                  |
| 100 m braza (11.08)       | Samantha Riley Australia 1:07,81                                                     | Penelope Heyns Sudáfrica 1:08,85                                                          | Kristy Kowal Estados Unidos 1:09,18                                       |
| 200 m braza (13.08)       | Samantha Riley Australia 2:25,34                                                     | Masami Tanaka Japón 2:29,66                                                               | Lauren van Oosten · Canadá · 2:29,83                                      |
| 100 m mariposa (12.08)    | Jennifer Thompson Estados Unidos 59,00                                               | Ayari Aoyama Japón 59,35                                                                  | Cai Huijue China 59,64                                                    |
| 200 m mariposa (10.08)    | Susan O'Neill Australia 2:08,59                                                      | Kristine Quance Estados Unidos 2:09,29                                                    | Misty Hyman Estados Unidos 2:11,53                                        |
| 200 m estilos (13.08)     | Kristine Quance Estados Unidos 2:13,79                                               | Marianne Limpert · Canadá · 2:14,91                                                       | Joanne Malar · Canadá · 2:16,17                                           |
| 400 m estilos (11.08)     | Kristine Quance Estados Unidos 4:39,61                                               | Madeleine Crippen Estados Unidos 4:43,20                                                  | Joanne Malar · Canadá · 4:44,17                                           |
| 4 × 100 m libre (12.08)   | Estados Unidos Catherine Fox Melanie Valerio Nicole De Man Jennifer Thompson 3:43,77 | Canadá · Shannon Shakespeare · Nicole Davey · Marianne Limpert · Laura Nicholls · 3:46,57 | Australia Sarah Ryan Susan O'Neill Kathryn Godfrey Nadine Neumann 3:47,49 |
| 4 × 200 m libre (11.08)   | Estados Unidos Lindsay Benko Ashley Whitney Jamie Cail Jennifer Thompson 8:07,82     | Canadá · Jessica Deglau · Karine Chevrier · Andrea Schwartz · Joanne Malar · 8:08,85      | Australia Susan O'Neill Sarah Ryan Kathryn Godfrey Nadine Neumann 8:13,92 |
| 4 × 100 m estilos (13.08) | Estados Unidos Lea Maurer Kristy Kowal Richelle Depold-Fox Jennifer Thompson 4:04,27 | Australia Meredith Smith Samantha Riley Susan O'Neill Sarah Ryan 4:05,72                  | Japón Mai Nakamura Junko Isoda Ayari Aoyama Sumika Minamoto 4:07,83       |

## Resultados en aguas abiertas

### Masculino
| Evento        | Oro                              | Plata                           | Bronce                               |
| ------------- | -------------------------------- | ------------------------------- | ------------------------------------ |
| 25 km (10.08) | Grant Robinson Australia 2:01,14 | Liam Weseloh · Canadá · 2:01,83 | Nathan Stooke Estados Unidos 2:02,25 |

## Medallero
| Núm. | País           | Oro | Plata | Bronce | Total |
| ---- | -------------- | --- | ----- | ------ | ----- |
| 1    | Estados Unidos | 19  | 13    | 17     | 49    |
| 2    | Australia      | 11  | 7     | 5      | 23    |
| 3    | Japón          | 2   | 3     | 2      | 7     |
| 4    | Costa Rica     | 2   | 1     | 0      | 3     |
| 5    | China          | 1   | 2     | 1      | 4     |
| 6    | Puerto Rico    | 1   | 0     | 1      | 2     |
| 7    | Canadá         | 0   | 7     | 6      | 13    |
| 8    | Sudáfrica      | 0   | 1     | 0      | 1     |
| 9    | Nueva Zelanda  | 0   | 0     | 3      | 3     |
|      | TOTAL          | 36  | 34    | 35     | 105   |